# Parc du Marquenterre

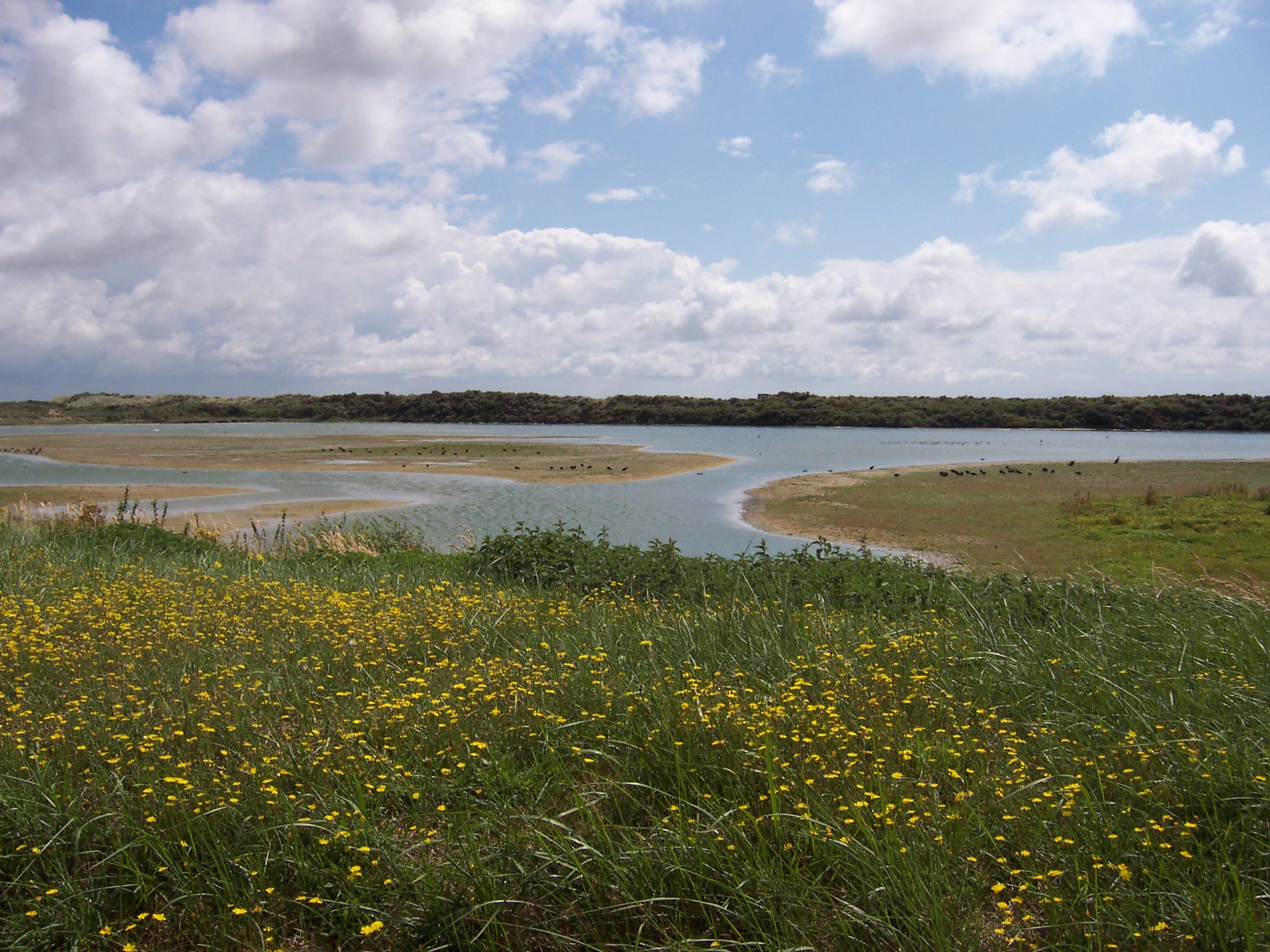
Paysage du parc et de la baie de Somme.

Le parc du Marquenterre est un parc ornithologique situé en bordure nord de la baie de Somme, dans le département de la Somme, en région des Hauts-de-France. Il est d'ailleurs inclus dans la réserve naturelle nationale de la baie de Somme.

## Histoire
Entre la Sibérie et l’Afrique du Nord-Ouest, l'estuaire de la baie de Somme est une halte de migration pour des milliers d’oiseaux.
Au cours des années 1960, le propriétaire agricole Michel Jeanson fait construire un polder de 200 hectares. Dix ans plus tard, il y cultive des tulipes et jacinthes. À partir des années 1970, l'activité est déficitaire du fait de l'ouverture du marché européen, la fin des taxes douanières et la concurrence des Pays-Bas. Michel Jeanson rencontre l'abbé Martin, d'Amiens, ornithologue amateur qui lui apprend à baguer les oiseaux, et s'intéresse au Parc naturel du Zwin, ouvert en 1952 par le comte Léon Lippens à la frontière entre les Pays-Bas et la Belgique. Il décide alors de convertir ses terrains de floriculture en une mosaïque d’habitats favorisant l’accueil d’une partie de ces oiseaux puis, indirectement, des plantes, des insectes, des batraciens… créant un haut lieu de la biodiversité,. Lorsque l'Office national de la chasse crée la réserve de chasse de la baie de Somme, de 2000 hectares, il y fait classer son site, et y interdit ainsi la chasse.
En juillet 1973, pour sensibiliser et faire découvrir cette nature, le « parc ornithologique du Marquenterre » (appellation réduite ultérieurement en « parc du Marquenterre »), est ouvert au public. Des aménagements légers (sentiers, postes d’observation) sont intégrés au paysage. Des guides « nature » ornithologues transmettent leur passion aux visiteurs.
Deux digues rompent, dont une importante en 1984 sur plus de 600 mètres, entraînant des dépenses importantes. En 1986, Michel Jeanson vend sa réserve au Conservatoire du littoral pour 1,5 million d'euros. La gestion est confiée au SMACOPI (syndicat mixte pour l’aménagement de la Côte picarde), déléguée à l’association « Marquenterre-Nature ».
En 1994, le parc du Marquenterre ainsi que 3 000 ha du nord de la baie de Somme sont classés réserve naturelle nationale, qui prend le nom de « réserve naturelle nationale de la baie de Somme ». Depuis 2003, le syndicat mixte Baie de Somme - Grand Littoral Picard (l'ex-SMACOPI) gère la réserve naturelle, intégrant le parc.

## Aujourd’hui
Le parc du Marquenterre est un lieu privilégié pour observer la nature, les espèces animales et végétales de la baie de Somme. De nombreux oiseaux s’y reposent lors de leur parcours migratoire. Le parc est aussi un quartier important de reproduction pour :
- la Spatule blanche (Platalea leucorodia) ;
- l’Avocette élégante (Recurvirostra avosetta) ;
- la Cigogne blanche (Ciconia ciconia);
- l’Aigrette garzette (Egretta garzetta)…

et d’hivernage pour de nombreux anatidés : 
- la Sarcelle d'hiver (Anas crecca) ;
- le Canard pilet (Anas acuta) ;
- le Canard souchet (Spatula clypeata)…

Chaque saison renouvelle ses ambiances paysagères, ses « hôtes », ses richesses…
Un sentier (2 raccourcis) ponctué de treize postes d’observation permet au visiteur de circuler librement dans le parc à son rythme. Une équipe de cinq guides naturalistes permanents ayant chacun des domaines de référence propre (arts animaliers, spécialisation en flore, photographie animalière, baguage des oiseaux, etc.) soutenue par une quinzaine de guides saisonniers animent la vie du site.
La maison du Parc propose de nombreux services pour accueillir les visiteurs : cuisine locale du terroir, boutique spécialisée en produits régionaux et librairie spécialisée « nature », location de bicyclettes ou jumelles, etc.
Une multitude d’activités de découverte est proposée le long de l’année. Le parc participe également à divers évènements : Fête de la nature, Festival de l’oiseau, Week-end du tourisme & handicap, etc..
L'entrée est payante (finançant la gestion du site ainsi que celle d'autres terrains du Conservatoire du Littoral), et le site a des heures d'ouverture variables selon la saison.

## Pour approfondir